# Nguyên tố chu kỳ 2
Một nguyên tố chu kỳ 2 là một trong những nguyên tố hóa học ở hàng (hay chu kỳ) thứ hai trong bảng tuần hoàn các nguyên tố hóa học. Bảng tuần hoàn được sắp xếp theo hàng để minh họa cho các xu hướng tuần hoàn về tính chất hóa học của các nguyên tố khi mà số nguyên tử của chúng tăng lên: một hàng mới được bắt đầu khi tính chất hóa học bắt đầu lặp lại, nghĩa là các nguyên tố tương đồng sẽ được xếp vào cùng một cột dọc.
Chu kỳ 2 bao gồm các nguyên tố lithi, beryli, bo, carbon, nitơ, oxy, flo, và neon. Theo mô tả cấu trúc nguyên tử của cơ học lượng tử, chu kỳ này tương ứng với việc lấp đầy lớp vỏ điện tử thứ 2 (n = 2), cụ thể hơn là khối 2s và khối 2p. Các nguyên tố chu kỳ 2 tuân theo quy tắc Byte do đó chúng cần 8 electron để hoàn thành lớp vỏ hóa trị của chúng: hai trong orbital 2s và sáu trong orbital 2p.

## Xu hướng tuần hoàn

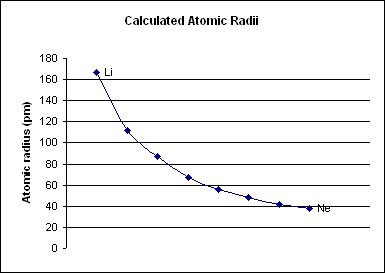
Bán kính nguyên tử tính toán của các nguyên tố chu kỳ 2 theo đơn vị picometer.

Chu kỳ 2 là chu kỳ đầu tiên trong bảng tuần hoàn mà có thể thấy được xu hướng tuần hoàn. Chu kỳ 1 chỉ có hai nguyên tố (hydro và heli) cho nên quá nhỏ để có thể xác định được những xu hướng trong đó, đặc biệt là do hai nguyên tố này hoạt động không giống như các nguyên tố khối s khác. Chu kỳ 2 có nhiều xu hướng rõ ràng hơn. Đối với tất cả các nguyên tố trong chu kỳ 2, khi số nguyên tử tăng thì bán kính nguyên tử của nguyên tố sẽ giảm, độ âm điện tăng, và năng lượng ion hóa tăng.
Chu kỳ 2 chỉ có hai kim loại (lithi và beryli) trong số tám nguyên tố, ít hơn tất cả các chu kỳ kế tiếp cả về số lượng lẫn tỉ lệ. Nó cũng có số phi kim nhiều nhất, cụ thể là năm, so với tất cả các chu kỳ. Các nguyên tố trong chu kỳ 2 thường có những tính chất cực đoạn nhất trong các nhóm tương ứng của chúng; ví dụ, flo là halogen hoạt động mạnh nhất, neon là khí hiếm trơ nhất, và lithi là kim loại kiềm ít hoạt động nhất.
Tất cả nguyên tố chu kỳ 2 hoàn toàn tuân theo quy tắc Madelung; trong chu kỳ 2, lithi và beryli  lấp đầy lớp vỏ 2s, và bo, carbon, nitơ, oxy, flo, và neon lấp đầy lớp vỏ 2p. Chu kỳ có cùng đặc điểm như chu kỳ 1 và 3, không có chu kỳ nào chứa các kim loại chuyển tiếp do những nguyên tố chuyển tiếp thường làm thay đổi quy tắc.
| Nguyên tố hóa học | Nguyên tố hóa học | Nguyên tố hóa học | Nhóm tuần hoàn    | Cấu hình electron |
| 3                 | Li                | Lithi             | Kim loại kiềm     | [He] 2s1          |
| 4                 | Be                | Beryli            | Kim loại kiềm thổ | [He] 2s2          |
| 5                 | B                 | Bo                | Á kim             | [He] 2s2 2p1      |
| 6                 | C                 | Carbon            | Phi kim           | [He] 2s2 2p2      |
| 7                 | N                 | Nitơ              | Phi kim           | [He] 2s2 2p3      |
| 8                 | O                 | Oxy               | Phi kim           | [He] 2s2 2p4      |
| 9                 | F                 | Flo               | Phi kim           | [He] 2s2 2p5      |
| 10                | Ne                | Neon              | Khí hiếm          | [He] 2s2 2p6      |

### Lithi

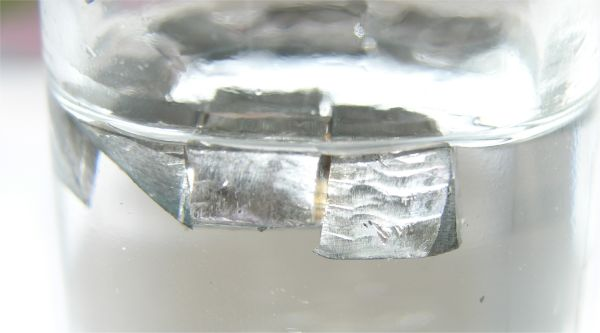
Kim loại lithi nổi trên dầu paraffin

Lithi (Li) là một kim loại kiềm với số nguyên tử 3, tồn tại hai đồng vị trong tự nhiên: 6Li và 7Li. Cả hai tạo nên tất cả các dạng tự nhiên của lithi trong Trái Đất, mặc dù có nhiều đồng vị đã từng được tổng hợp. Trong các liên kết ion, lithi mất một electron để trở thành mang điện tích dương, và tạo thành cation Li+. Lithi là kim loại kiềm đầu tiên trong bảng tuần hoàn, và kim loại đầu tiên trong bất kỳ nhóm nào trong bảng tuần hoàn.  Ở nhiệt độ và áp suất tiêu chuẩn, lithi là một kim loại mềm, màu trắng bạc, hoạt động mạnh. Với khối lượng riêng 0.564 g⋅cm−3, lithi là kim loại nhẹ nhất và là nguyên tố có khối lượng riêng khi  ở thể rắn nhỏ nhất.
Lithi là một trong ít nguyên tố được hình thành từ vụ nổ Big Bang.
Lithi là nguyên tố phổ biến thứ 33 trên Trái Đất, với mật độ phân bố khoảng giữa 20 và 70 ppm theo khối lượng, nhưng do tính phản ứng cao của nó nên nó chỉ có thể tìm thấy ngoài tự nhiên ở dạng hợp chất.
Muối của lithi thường được dùng trong ngành công nghiệp dược phẩm như các loại thuốc ổn định tâm trạng. Chúng được dùng để trị rối loạn lưỡng cực, đóng vai trò trong việc điều trị trầm cảm và hưng cảm và có thể làm giảm nguy cơ tự tử. Các hợp chất phổ biến nhất được dùng là lithi cacbonat, Li2CO3, lithi citrat, Li3C6H5O7, lithi sunfat, Li2SO4, và lithi orotat, LiC5H3N2O4·H2O. Lithi cũng được dùng trong pin như là anode và hợp kim của nó với nhôm, cadmi, đồng và mangan được dùng để làm bộ phận hoạt động ở trên không trong những khí cụ bay, đáng chú ý là bồn nhiên liệu bên ngoài của Space Shuttle.

### Beryli

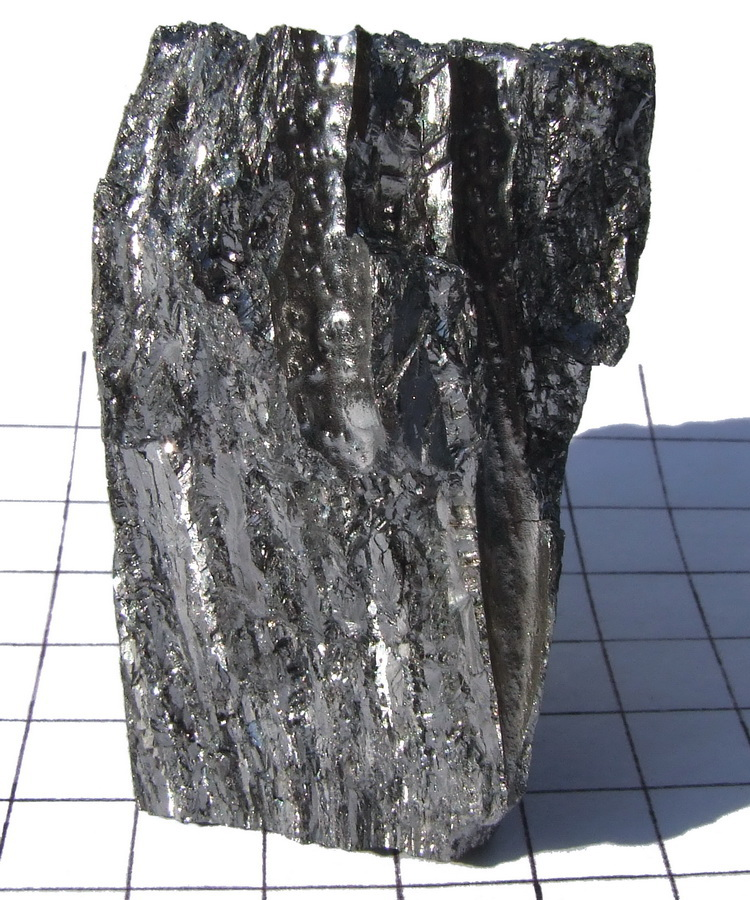
Một mẫu lớn beryli

Beryli (Be) là một nguyên tố hóa học có số nguyên tử là 4, tồn tại ở dạng 9Be. Ở nhiệt độ và áp suất tiêu chuẩn, beryli là một kim loại kiềm thổ hóa trị 2, mạnh, màu xám thép, nhẹ, giòn, có khối lượng riêng 1.85 g⋅cm−3. Nó cũng là một trong những kim loại nhẹ có điểm sôi cao nhất. Đồng vị phổ biến nhất của beryli là 9Be, chứa 4 proton và 5 neutron. Nó chiếm tới gần 100% trạng thái tự nhiên của beryli và nó là đồng vị bền duy nhất; tuy nhiên các đồng vị khác cũng đã được tổng hợp. Trong liên kết ion, beryli mất hai electron hóa trị của nó để thành cation, Be2+.
Một lượng nhỏ beryli được tổng hợp từ Vụ nổ lớn, mặc dù phần lớn nó bị phân rã hoặc tiếp tục phản ứng để tạo thành hạt nhân lớn hơn, như cacbon, nitơ hoặc oxi. Beryli chiếm 100 trong số 4000 khoáng vật đã biết, chẳng hạn bertrandite, Be4Si2O7(OH)2, beryl, Al2Be3Si6O18, chrysoberyl, Al2BeO4, và phenakite, Be2SiO4. Các dạng beryl quý hiếm là aquamarine (beryl xanh dương), beryl đỏ và ngọc lục bảo. Nguồn phổ biến nhất của beryli được khai thác thương mại là beryl và bertrandite và sản phẩm của nó có thu được từ sự khử beryli fluoride với kim loại magiê hoặc điện phân nóng chảy beryli chloride, chứa một ít natri chloride do beryli chloride là một chất dẫn điện yếu.
Do đặc tính cứng, nhẹ, và kích thước ổn định trong một dải nhiệt rộng, kim loại beryli được dùng làm vật liệu cấu trúc của khí cụ bay, tên lửa và vệ tinh thông tin. Nó là một pha trong hợp kim beryli đồng được dùng làm các thiết bị điện do tính dẫn điện và dẫn nhiệt cao. Các tấm beryli được dùng trong các máy dò tia X để lọc ánh sáng nhìn thấy được và chỉ cho tia X đi qua. Nó được dùng làm chất làm chậm trong các lò phản ứng hạt nhân do hạt nhân nhẹ có tác dụng làm chậm neutron hơn hạt nhân nặng. Do nhẹ và cứng, do đó beryli cũng được dùng để làm loa treble trong loa.
Beryli và hợp chất của beryli được International Agency for Research on Cancer (Cơ quan Nghiên cứu Ung thư Quốc tế) phân loại là các tác nhân gây ung thư nhóm I; chúng gây ung thư cho cả người và động vật. Nhiễm độc beryli mãn tính là một bệnh u hạt phổi và hệ tuần hoàn gây ra do tiếp xúc với beryli. Khoảng từ 1% đến 15% dân số nhạy cảm với beryli và có thể gây ra phản ứng viêm trong hệ hô hấp và da, gọi là bệnh beryli mãn tính hoặc berylliosis. Hệ miễn dịch của cơ thể xem beryli như là các hạt nhân lạ và tấn công chúng, thường là ở phổi do hít phải. Bệnh có thể gây sốt, mệt mỏi, yếu, đổ mồ hôi về đêm, và khó thở.

### Bo

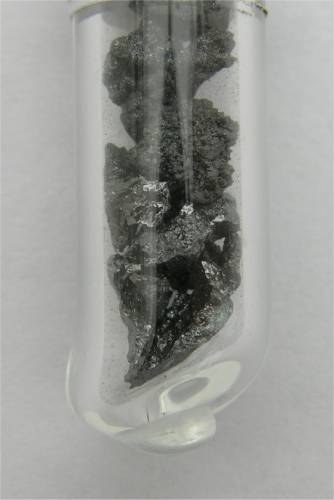
Các mảnh bo

Bo (B) là một nguyên tố hóa học có số nguyên tử là 5, tồn tại ở dạng 10B và 11B. Ở nhiệt độ và áp suất tiêu chuẩn, bo là một á kim hóa trị 3 có một số thù hình khác nhau. Bo vô định hình có dạng bột màu nâu được tạo thành từ nhiều phản ứng hóa học. Bo tinh thể là một vật liệu rất cứng, màu đen với điểm nóng chảy cao và tồn tại ở nhiều thể đa hình: Hai thể tinh thể lục phương, α-bo và β-bo chứa lần lượt 12 và 106.7 nguyên tử trong một tế bào đơn vị tinh thể, và bo tinh thể tứ phương với 50 nguyên tử là dạng phổ biến nhất. Khối lượng riêng của bo là 2.34−3. Đồng vị phổ biến nhất của bo là 11B chiếm 80.22%, chứa 5 proton và 6 neutron. Đồng vị phổ biến còn lại là 10B chiếm 19.78%, chứa 5 proton và 5 neutron. Những đồng vị này là những đồng vị ổn định duy nhất của bo; tuy nhiên những đồng vị khác cũng từng được tổng hợp. Bo tạo liên kết cộng hóa trị với các phi kim khác và có số oxy hóa là 1, 2, 3 và 4.
Bo không tồn tại ở dạng nguyên tố tự do trong tự nhiên, mà ở dạng hợp chất chẳng hạn như các borat (hợp chất bo-oxi). Các nguồn bo phổ biến nhất là tourmaline, borax, Na2B4O5(OH)4·8H2O, và kernite, Na2B4O5(OH)4·2H2O. rất khó để có được bo tinh khiết. Nó có thể được tạo thành từ quá trình khử magiê của bo trioxit, B2O3. Oxit này có được từ việc nung chảy axit boric, B(OH)3 thu được từ borax. Một lượng nhỏ bo tinh khiết có thể tạo thành từ nhiệt phân bo bromide, BBr3 trong khí hiđrô qua một cuộn dây tantan nung nóng hoạt động như một chất xúc tác. Các nguồn khai thác bo thương mại quan trọng nhất là: natri tetraborate pentahydrate, Na2B4O7 · 5H2O, một lượng lớn được dùng trong việc sản xuất tấm sợi thủy tinh cách nhiệt và thuốc tẩy natri perborate; bo carbide, một vật liệt gốm, dùng làm vật liệu áo giáp, đặc biệt là trong  áo chống đạn cho quân nhân và cảnh sát; axit orthoboric, H3BO3 hay axit boric, sử dụng trong sản xuất sợi dệt thủy tinh và màn hình phẳng; natri tetraborate decahydrate, Na2B4O7 · 10H2O hay borax, được dùng trong sản xuất chất kết dính; và đồng vị bo-10 sử dụng để điều khiển trong lò phản ứng hạt nhân, như một lá chắn bức xạ hạt nhân, và trong những thiết bị phát hiện neutron.
Bo là một nguyên tố vi lượng thiết yếu trong thực vật, cần thiết cho sự phát triển và sức bền của thành tế bào, quá trình phân bào, phát triển của hạt và quả, vận chuyển đường và hình thành hormon. Tuy nhiên, nồng độ cao trong đất vượt trên 1.0 ppm có thể gây thối lá và là chậm phát triển. Ở mức thấp đến 0.8 ppm có thể gây nên các triệu chứng này ở những cây đặc biệt nhạy cảm với bo. Hầu hết thực vật, ngay cả những cây có thể chịu được bo trong đất, sẽ xuất hiện những triệu chứng ngộ độc bo khi lượng bo cao hơn 1.8 ppm. Đối với động vật, bo là một nguyên tố siêu vi lượng; trong chế độ ăn của con người, lượng tiêu thụ hằng ngày trong khoảng 2.1–4.3 mg bo/kg trọng lượng cơ thể (bw)/ngày. Nó cũng có thể được dùng như một thực phẩm bổ sung để phòng ngừa và điều trị loãng xương và viêm khớp.

### Cacbon

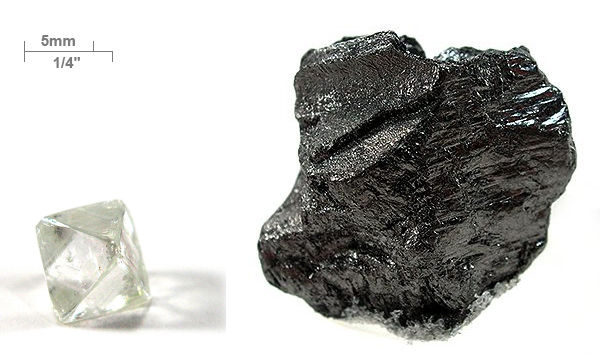
Kim cương và than chì, hai thù hình khác nhau của cacbon

Cacbon là một nguyên tố hóa học có số nguyên tử là 6, tồn tại ở dạng 12C, 13C và 14C. Ở nhiệt độ và áp suất tiêu chuẩn, cacbon ở dạng rắn, có nhiều thù hình khác nhau, phổ biến nhất là than chì, kim cương, fullerene và cacbon vô định hình. Than chì là một chất bán kim loại màu đen đục, mềm, kết tinh lục phương, với những đặc tính ổn định nhiệt động học và dẫn điện rất tốt. Tuy nhiên, kim cương lại là một tinh thể lập phương trong suốt, không màu, dẫn điện kém, và là khoáng chất cứng nhất trong tự nhiên từng được biết đến và có chiết suất cao nhất trong tất cả đá quý. Trái ngược với cấu trúc mạng tinh thể của kim cương và than chì, fullerene là những phân tử, được đặt theo tên của Richard Buckminster Fuller, người đã thiết kế nhiều cấu trúc có hình dạng tương tự các phân tử này. Có một số fullerene khác nhau, được biết nhiều nhất là "buckeyball" C60. Người ta biết rất ít về fullerene và chúng hiện vẫn đang là một đề tài nghiên cứu. Cũng có cả cacbon vô định hình, là cacbon mà không có cấu trúc tinh thể. Trong khoáng vật học, thuật ngữ này được sử dụng để chỉ bồ hóng và than đá, mặc dù chúng không thực sự là vô định hình vì có chứa một lượng nhỏ than chì hoặc kim cương. Đồng vị phổ biến nhất của cacbon chiếm 98.9% là 12C, với sáu proton và sáu neutron. 13C cũng ổn định, với sáu proton và bảy neutron, chiếm 1.1%. Các lượng vết của 14C cũng có ở tự nhiên nhưng đồng vị này có tính phóng xạ với chu kỳ bán rã 5730 năm; nó được sử dụng để tính tuổi cacbon. Các đồng vị khác của cacbon cũng từng được tổng hợp. Cacbon tạo liên kết cộng hóa trị với các phi kim khác với số oxy hóa −4, −2, +2 hoặc +4.